# Gosvámí Tulsídás
Gosvámí Tulsídás (v sanskrtu गोस्वामी तुलसीदास gosvāmī tulasīdāsa; 1532, Gonda - 1623, Assi Ghat) byl indický básník a hinduistický duchovní. Jeho hlavním tématem byl bůh Ráma, k jehož uctívání vyzýval a nabádal. Tradice mu připisuje 37 děl, odborníci mají za prokázané autorství dvanácti textů. K nejslavnějším z nich patří Rámčaritmánas (Jezero činů Rámových), básnická sbírka o sedmi zpěvech inspirovaná eposem Rámájana. Rámovy věnoval i sbírku Kavitavali. Svá díla psal v sanskrtu a v jazyce awadhí. Ve své době byl považován za vtělení Válmíkiho, autora Rámájany. Většinu života prožil ve Váránasí. Založil tradici takzvaných ramlila, tedy divadelních ztvárnění příběhů z Rámájany. Přestože jeho kampaň za uctívání Rámy bývá považována za pokus o vytlačení kultu Krišny ze severní Indie, Tulsídas napsal i sbírku 61 chvalozpěvů na Krišnu pod názvem Krišna gitavali.